# Таль, Йозеф
Йозеф Таль (ивр. יוסף טל‎, фамилия при рождении ― Грюнталь; 18 сентября 1910, Пинне (ныне Пневы, Польша) ― 25 августа 2008, Иерусалим) ― израильский композитор, один из основоположников современного музыкального искусства в Израиле, лауреат премии Энгеля (1958).

## Биография
Будущий композитор родился в семье Юлиуса и Оттилии Грюнталь. Вскоре после его рождения семья переехала в Берлин, где Юлиус Грюнталь преподавал древние языки в Высшей школе иудаики. Йосеф Таль поступил в Государственную высшую школу музыки, его учителями были Пауль Хиндемит и Хайнц Тиссен (теория музыки и композиция), Курт Закс (история музыки) и Макс Трапп (фортепиано). В 1927 году Таль заинтересовался электронной музыкой и изучал её при поддержке Фридриха Траутвайна. Во время обучения, а также после его окончания в 1931 году Таль зарабатывал на жизнь, играя на танцах и в кинотеатрах, а также давая уроки фортепианной игры. После прихода к власти нацистов Таль остался безработным, а в 1934 году эмигрировал в Палестину вместе с женой Рози Лёвенталь и малолетним сыном Ройбеном.
В Палестине Таль некоторое время работал фотографом (это искусство он начал изучать ещё в Германии), в 1936 поселился в Иерусалиме и вернулся к активной карьере музыканта: играл на фортепиано и давал частные уроки. В этот период он сближается с иерусалимской культурной богемой, в том числе с поэтессой Эльзой Ласкер. По приглашению Эмиля Хаузера Таль начал преподавать фортепиано, теорию музыки и композицию в Палестинской консерватории. С 1951 года он также работал в Еврейском университете в Иерусалиме, где в 1961 году основал первую в Израиле студию электронной музыки, а в 1965 ― отделение музыковедения, которое сам и возглавлял до 1971 года. Среди учеников Таля ― Бен-Цион Оргад, Наоми Шемер, Браха Иден (позже выступавшая в известном дуэте Браха Иден и Александр Тамир) и многие другие известные израильские музыканты. Таль был членом Международного общества современной музыки, писал многочисленные статьи и читал лекции. Вплоть до преклонного возраста Таль сочинял музыку, в последние годы жизни завершил автобиографию и ряд теоретических работ.

## Награды и премии
Таль ― лауреат многочисленных международных наград в области академической музыки, в том числе Премии Вольфа за 1982 год.

## Основные произведения

### Оперы
- «Амнон и Тамара» (1961)
- «Ашмедай» (1969)
- «Массада 1967» (1972)
- «Искушение» (1976)
- «Вавилонская башня» (1983)
- «Сад» (1987)
- «Иосиф» (1995)

### Оркестровые сочинения
- Пять симфоний (1953, 1960, 1978, 1985, 1991)
- Три концерта для фортепиано с оркестром (1944, 1953, 1956)
- Концерт для двух фортепиано с оркестром (1980)
- Концерт для альта с оркестром (1954)
- Концерт для виолончели и камерного оркестра (1961)
- Концерт для скрипки и виолончели с камерным оркестром (1970)
- Концерт для кларнета с камерным оркестром (1977)
- Концерт для флейты с камерным оркестром (1977)
- Оратории, кантаты
- Сочинения для фортепиано соло и для камерных ансамблей
- Электронная музыка